# Partido Nacional Pro-Patria
El Partido Nacional Pro-Patria, también conocido como Partido Nacionalista Pro-Patria o Partido Pro-Patria, fue un partido político de extrema derecha. Desde su establecimiento en 1933 hasta su disolución en 1944, fue el único partido político legal en El Salvador. El partido fue fundado por el general Maximiliano Hernández Martínez para apoyar a su gobierno.

## Historia

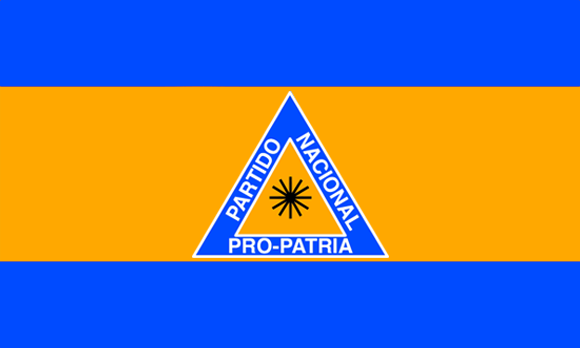
Bandera del partido.

El Partido Nacional Pro-Patria fue fundado en junio de 1933 por el general Maximiliano Hernández Martínez, presidente interino de El Salvador, para apoyar su campaña presidencial para las elecciones presidenciales de 1935. El Partido Nacional Pro-Patria era el único partido político legal del país. Estaba gobernado por el consejo supremo, el cual estaba integrado por Hernández Martínez, miembros de su gabinete y otros altos funcionarios del gobierno. Tuvo su primera reunión en julio de 1933. Su estructura de carácter clientelar reproducía el esquema jerárquico propio de la organización administrativa del país, con un comité central, delegaciones departamentales, delegaciones municipales y representaciones en barrios y cantones.
En las elecciones de 1935, Hernández Martínez fue el único candidato, ganando la totalidad de los 329 555 votos. Volvió a presentarse sin oposición en las elecciones presidenciales de 1939, cuando volvió a ganar los 210 810 votos, y de nuevo en 1944, aunque no se publicaron los resultados.
Después de un intento de golpe de Estado y protestas estudiantiles generalizadas contra su gobierno, Hernández Martínez renunció y huyó del país en mayo de 1944. Fue sucedido por Andrés Ignacio Menéndez, pero fue depuesto por Osmín Aguirre y Salinas en octubre de 1944, poniendo fin al gobierno del Partido Nacional Pro-Patria. El parlamento salvadoreño, por iniciativa del gobierno, declaró extinguido al Partido Nacional Pro-Patria y sus haberes de propiedad del Estado, mediante Decreto Legislativo N.º 172, del 14 de diciembre de 1944, publicado en el Diario Oficial N.º 285, Tomo  N.º 137, del 21 de diciembre de 1944.
Las características de fuerte personalismo del partido, consolidadas por el estilo de conducción de su líder, dieron como resultado la falta de formación de cuadros orgánicos o esquemas de sucesión o reemplazo, por lo que el partido quedó absolutamente disgregado luego de su disolución.

### Elecciones presidenciales
|  | 100 % |

|  | 100 % |

|  | 100 % |

### Elecciones parlamentarias
|  | 100 % |

|  | 100 % |

|  | 100 % |